# Menthonnex-sous-Clermont
Menthonnex-sous-Clermont – miejscowość i gmina we Francji, w regionie Owernia-Rodan-Alpy, w departamencie Górna Sabaudia.
Według danych na rok 1990 gminę zamieszkiwały 393 osoby, a gęstość zaludnienia wynosiła 39 osób/km² (wśród 2880 gmin regionu Rodan-Alpy Menthonnex-sous-Clermont plasuje się na 1240. miejscu pod względem liczby ludności, natomiast pod względem powierzchni na miejscu 1115.).